# Jaime Fillol
Pour les articles homonymes, voir Fillol.
Jaime Fillol, né le 3 juin 1946 à Santiago, est un joueur de tennis chilien. Il est le grand-père de Nicolás Jarry.

## Parcours dans les tournois duGrand Chelem

### En simple
| Année | Open d'Australie | Open d'Australie | Internationaux de France | Internationaux de France | Wimbledon       | Wimbledon         | US Open         | US Open         | Open d'Australie | Open d'Australie |
| ----- | ---------------- | ---------------- | ------------------------ | ------------------------ | --------------- | ----------------- | --------------- | --------------- | ---------------- | ---------------- |
| 1965  | —                | —                | —                        | —                        | —               | —                 | 1er tour (1/64) | L-A. García     | n.o.             | n.o.             |
| 1966  | —                | —                | —                        | —                        | —               | —                 | 2e tour (1/32)  | W. Bungert      | n.o.             | n.o.             |
| 1967  | —                | —                | —                        | —                        | —               | —                 | —               | —               | n.o.             | n.o.             |
| 1968  | —                | —                | —                        | —                        | —               | —                 | 2e tour (1/32)  | R. McKinley     | n.o.             | n.o.             |
| 1969  | —                | —                | —                        | —                        | 1er tour (1/64) | N. Kalogeropoulos | 3e tour (1/16)  | R. Laver        | n.o.             | n.o.             |
| 1970  | —                | —                | 1/8 de finale            | M. Mulligan              | 1er tour (1/64) | S. Smith          | 1er tour (1/64) | N. Pilić        | n.o.             | n.o.             |
| 1971  | —                | —                | 1er tour (1/64)          | A. Volkov                | 3e tour (1/16)  | K. Rosewall       | 3e tour (1/16)  | C. Graebner     | n.o.             | n.o.             |
| 1972  | —                | —                | 3e tour (1/16)           | N. Pietrangeli           | 3e tour (1/16)  | T. Gorman         | 3e tour (1/16)  | R. Laver        | n.o.             | n.o.             |
| 1973  | —                | —                | 3e tour (1/16)           | A. Panatta               | —               | —                 | 2e tour (1/32)  | J. Connors      | n.o.             | n.o.             |
| 1974  | —                | —                | 1/8 de finale            | P. Cornejo               | 1/8 de finale   | J. Connors        | 1er tour (1/64) | S. Smith        | n.o.             | n.o.             |
| 1975  | —                | —                | 1/8 de finale            | A. Panatta               | 3e tour (1/16)  | B. Borg           | 1/4 de finale   | G. Vilas        | n.o.             | n.o.             |
| 1976  | —                | —                | 1/8 de finale            | M. Orantes               | 3e tour (1/16)  | O. Parun          | 2e tour (1/32)  | B. Borg         | n.o.             | n.o.             |
| 1977  | —                | —                | 1er tour (1/64)          | V. Zedník                | 1er tour (1/64) | W. Fibak          | 1er tour (1/64) | H. Gildemeister | —                | —                |
| 1978  | n.o.             | n.o.             | —                        | —                        | 3e tour (1/16)  | B. Borg           | 2e tour (1/32)  | J. McEnroe      | —                | —                |
| 1979  | n.o.             | n.o.             | 1er tour (1/64)          | I. Lendl                 | 1er tour (1/64) | P. Fleming        | 3e tour (1/16)  | B. Borg         | —                | —                |
| 1980  | n.o.             | n.o.             | —                        | —                        | —               | —                 | 1er tour (1/64) | V. Winitsky     | —                | —                |
| 1981  | n.o.             | n.o.             | 2e tour (1/32)           | J. McEnroe               | 1er tour (1/64) | G. Moretton       | 1er tour (1/64) | D. Carter       | —                | —                |
| 1982  | n.o.             | n.o.             | —                        | —                        | —               | —                 | 1/8 de finale   | To. Gullikson   | —                | —                |
| 1983  | n.o.             | n.o.             | 3e tour (1/16)           | J. Higueras              | 1er tour (1/64) | F. Segarceanu     | 1er tour (1/64) | P. McNamee      | —                | —                |

N.B. : à droite du résultat se trouve le nom de l'ultime adversaire.

### En double
| Année | Open d'Australie | Open d'Australie | Internationaux de France   | Internationaux de France  | Wimbledon                    | Wimbledon                | US Open                    | US Open                 | Open d'Australie | Open d'Australie |
| ----- | ---------------- | ---------------- | -------------------------- | ------------------------- | ---------------------------- | ------------------------ | -------------------------- | ----------------------- | ---------------- | ---------------- |
| 1968  | —                | —                | —                          | —                         | —                            | —                        | 1er tour (1/32) P. Cornejo | N. Pilić P. Barthes     | n.o.             | n.o.             |
| 1969  | —                | —                | —                          | —                         | 1er tour (1/32) P. Cornejo   | T. Okker M. Riessen      | 1er tour (1/32) P. Cornejo | C. Drysdale R. Taylor   | n.o.             | n.o.             |
| 1970  | —                | —                | 1/4 de finale P. Cornejo   | D. Crealy A. Stone        | 2e tour (1/16) P. Cornejo    | M. Cox G. Stilwell       | 1/2 finale P. Cornejo      | P. Barthes N. Pilić     | n.o.             | n.o.             |
| 1971  | —                | —                | 1/4 de finale P. Cornejo   | A. Ashe M. Riessen        | 1/8 de finale P. Cornejo     | I. Năstase I. Țiriac     | 1er tour (1/32) P. Cornejo | M. Holeček O. Parun     | n.o.             | n.o.             |
| 1972  | —                | —                | Finale P. Cornejo          | B. Hewitt F. McMillan     | 1/2 finale P. Cornejo        | S. Smith E. van Dillen   | 2e tour (1/16) P. Cornejo  | C. Drysdale R. Taylor   | n.o.             | n.o.             |
| 1973  | —                | —                | 2e tour (1/16) P. Cornejo  | J. Newcombe T. Okker      | —                            | —                        | 1/4 de finale P. Cornejo   | R. Emerson R. Laver     | n.o.             | n.o.             |
| 1974  | —                | —                | 2e tour (1/16) P. Cornejo  | C. Pasarell E. van Dillen | 1er tour (1/32) P. Cornejo   | J. Feaver S. Warboys     | Finale P. Cornejo          | R. Lutz S. Smith        | n.o.             | n.o.             |
| 1975  | —                | —                | 1/4 de finale P. Cornejo   | B. Borg G. Vilas          | 1er tour (1/32) P. Cornejo   | A. Panatta I. Țiriac     | 1/8 de finale P. Cornejo   | J. Connors I. Năstase   | n.o.             | n.o.             |
| 1976  | —                | —                | 1/4 de finale P. Cornejo   | B. Gottfried R. Ramírez   | 1er tour (1/32) P. Cornejo   | W. Fibak K. Meiler       | 1er tour (1/32) Á. Fillol  | A. Metreveli T. Kakulia | n.o.             | n.o.             |
| 1977  | —                | —                | 1/8 de finale Á. Fillol    | J. Fassbender K. Meiler   | 1er tour (1/32) Á. Fillol    | R. Case G. Masters       | 1/4 de finale Á. Fillol    | R. Ramírez B. Gottfried | —                | —                |
| 1978  | n.o.             | n.o.             | —                          | —                         | 1er tour (1/32) Á. Fillol    | A. Amritraj V. Amritraj  | 1er tour (1/32) Á. Fillol  | W. Prinsloo J. Smith    | —                | —                |
| 1979  | n.o.             | n.o.             | 1/4 de finale Á. Fillol    | R. Case P. Dent           | 1er tour (1/32) Á. Fillol    | P. Dominguez G. Moretton | 2e tour (1/16) C. Dibley   | V. Amaya H. Pfister     | —                | —                |
| 1980  | n.o.             | n.o.             | —                          | —                         | —                            | —                        | 1/4 de finale P. Feigl     | P. Fleming J. McEnroe   | —                | —                |
| 1981  | n.o.             | n.o.             | 1er tour (1/32) R. Case    | P. Složil T. Šmíd         | 1er tour (1/32) R. Case      | S. Krulevitz R. Meyer    | 2e tour (1/16) Á. Fillol   | M. Cahill To. Gullikson | —                | —                |
| 1982  | n.o.             | n.o.             | —                          | —                         | 1er tour (1/32) J. Alexander | S. Krulevitz R. Meyer    | 1er tour (1/32) Á. Fillol  | L. Bourne B. Willenborg | —                | —                |
| 1983  | n.o.             | n.o.             | 1/8 de finale P. Rebolledo | A. Järryd H. Simonsson    | 1/8 de finale F. McMillan    | K. Curren S. Denton      | 1er tour (1/32) C. Panatta | V. Amaya K. Warwick     | —                | —                |
| 1984  | n.o.             | n.o.             | 1er tour (1/32) Á. Fillol  | P. Herrmann D. Gitlin     | 1er tour (1/32) F. González  | D. Gitlin C. Hooper      | 1/8 de finale G. Barbosa   | J. Lloyd D. Stockton    | —                | —                |

N.B. : le nom du ou de la partenaire se trouve sous le résultat ; le nom des ultimes adversaires se trouve à droite.

### En double mixte
| Année | Open d'Australie | Open d'Australie | Internationaux de France | Internationaux de France | Wimbledon | Wimbledon | US Open | US Open | Open d'Australie | Open d'Australie |
| ----- | ---------------- | ---------------- | ------------------------ | ------------------------ | --------- | --------- | ------- | ------- | ---------------- | ---------------- |
| 1975  | n.o.             | n.o.             | Finale Pam Teeguarden    | F. Bonicelli Thomaz Koch | —         | —         | —       | —       | n.o.             | n.o.             |

N.B. : le nom de la partenaire se trouve sous le résultat ; le nom des ultimes adversaires se trouve à droite.